# Anders Fager
Anders Bengt Fager Johansson, född 1964 i Stockholm, är en svensk spelkonstruktör och författare.

## Ungdom och Sällskapsspel
Fager växte upp i Stockholmsförorten Bredäng. Hans far var byggnadsarbetare och hans mor sömmerska. Fager fick redan som fjortonåring upp ögonen för rollspelshobbyn och arbetade för Target Games i de svenska rollspelens barndom. Han skrev det första rollspelsäventyret som gavs ut i Sverige, Spindelkonungens pyramid, och gjorde även ett par brädspel innan han lämnade spelbranschen för att spela rockmusik och utbilda sig till officer vid Svea Livgarde. Han återkom till spelbranschen i början på 2000-talet med The Hellgame. Han har sen dess konstruerat flera bräd- och kortspel, och har samarbetat med bland andra The Gamers, The Card Cabinet och MultiMan Publishing. Fager är delaktig i SagaGames rollspel Svenska Kulter – rollspelet.

## Böcker
Fager debuterade 2009 som skönlitterär författare med skräcknovellsamlingen Svenska kulter. 2011 kom uppföljaren Samlade svenska kulter, bestående av böckerna Svenska kulter, Artöverskridande förbindelser och Du kan inte leva. Gemensamt för dessa berättelser är att de utspelar sig i en gemensam mytologi – Kulternas värld – som utvecklar teman från bland andra HP Lovecraft. Fager har även skrivit tre romaner och ett seriealbum i samma värld. Med novellsamlingen Kaknäs sista band lämnade Fager 2015 sin egen skräckvärld för att skriva postapokalyps till Fria Ligans rollspel Mutant: År Noll. 2017 gav han ut ljudboken Evas första vecka som död på Storytel och romanen För gudinnan på Fria Ligan.  Under 2018 publicerades även merparten av Fagers tidigare böcker som ljudböcker, inlästa av honom själv. 2023 bytte Fager spår med den historiska detektivromanen Ynglingamorden, skriven tillsammans med queerhistorikern Michaela Carlberg.
Fager skriver även populärhistoria, seriemanus, dramatik för teater och TV, samt texter för spel, bland annat skräckrollspelet Kult och Simon Stålenhags Tales From the Loop. Hans böcker har publicerats i USA, Frankrike, Italen och Finland. Enstaka texter har även publicerats på ungerska och tyska.
2020 nominerades Fagers och Peter Bergtings bok Kråkorna till Augustpriset för barn- och ungdomsböcker. 
Fager är gift och bor i Stockholm. Han är bror till författaren Lars Yngve Johansson. Sedan 2006 bedriver Fager sin verksamhet under firmanamnet Gottick. Han håller återkommande kurser i att skriva fantastik på Skrivarakademin i Stockholm.

## Spel
- Spindelkonungens pyramid (rollspelssupplement – 1982, 1984, 2014)
- Lützen (brädspel – 1983)
- Monstret som slukade Stockholm (brädspel – 1983)
- The Hellgame (brädspel – 2003)
- Love Soap (kortspel – 2004)
- Swärje (kortspel – 2004, 2005)
- Scoop (kortspel – 2007)
- Comrade Koba (kortspel – 2007)
- Supermarket Psycho (kortspel – 2008[10])
- Svenska kulter – rollspelet (rollspel – 2014)[11]
- Sju porträtt av Elwira Wallin (rollspelssupplement till Svenska kulter – 2015)[12]
- Sätramumien (rollspelssupplement Ur Varselklotet – 2017)
- Beredskapstid (rollspelssupplement Chock – 2019)
- The Call of Cthulhu - Svenska (medförfattare - rollspel The Call of Cthulhu – 2020)
- Ingemar Fredmans Epistlar (novellsamling – Eloso förlag 2021)

## Priser och utmärkelser
- Catahyapriset 2010, för novellen "Mormors resa"
- Som förste svensk nominerades Fager 2015 till Grand Prix de l'Imaginaire för "Furierna från Borås"

## Övrigt
- Ida Charlotta, (Installation - 2014)
- Fem timmar (novell i antologin Stockholms undergång, av författarkollektivet Fruktan, Undrentide förlag -2014)
- Queer Noveau 2.0 (novell i antologin Andra Vägar, ETC Förlag - 2015)
- En intervju med Märta Mink[14] ("Audiowalk" producerad av Guildy - 2016)
- Smutsig Svart Sommar (Serieroman. Med Daniel Thollin, Pagina Förlag - 2016)
- ADA Kundtjänst[15] (Stories by Storytel - 2018.)
- Greta Gillströms Ögon (novell i antologin Till min son, Albert Bonnier -2019)
- Faraday[16] - audionovell. För rollspelet Kult.
- Kraken[17] - radiopjäs för Sveriges Radio. Inläst av Lennart Jäkel.
- Kråkorna - (Bildroman - Med Peter Bergting. Natur och Kultur. 2020[18])